# Панино (Тульская область)
Панино — село в Киреевском районе Тульской области России.
В рамках административно-территориального устройства входит в Подосиновский сельский округ Киреевского района, в рамках организации местного самоуправления включается в сельское поселение Бородинское.

## География
Расположено в центре района, на речке Дворянке, в 7 км к северо-западу от города Киреевска и в 29 км к юго-востоку от центра Тулы.

## Население
| 2010 |
| ---- |
| 39   |

## История
С конца XVI века сельцо Панино входило в состав Дедиловского уезда, позже — Крапивенского. В первой половине XVII века была построена первая деревянная церковь Николая Чудотворца, в 1790 году сооружён современный храм.